# フローラル・フローラブ
『フローラル・フローラブ』(floral flowlove) は、SAGA PLANETSにより開発され、株式会社ビジュアルアーツより2016年7月29日に発売された18禁恋愛アドベンチャーゲーム。略称は『フロフロ』。
エンターグラムよりPlayStation 4/PlayStation Vita版が2018年8月23日に、Nintendo Switch版が2023年9月28日に発売された。また、萌えAPPストアよりAndroid版が2019年6月28日に、iOS版が2020年1月17日に配信された。

## 概要
本作はSAGA PLANETSの第20作目である。SAGA PLANETS初となる、お嬢様学園を舞台とした純愛学園ストーリーである。学園の名前は「聖ガブリエレ学園」といい、良家の子女が通う歴史あるミッション系の学園である。前作『花咲ワークスプリング!』で好評を得た部分を取り入れつつ、ストーリー性を強化した作品となっている。

## あらすじ
主人公・斉須 柾鷹（さいす まさたか）が通う名門ミッション校・聖ガブリエレ学園には、「四大天使」と呼ばれる4人の美少女がいた。
ある日「四大天使」の一人にして柾鷹の幼馴染である美鳩 夏乃（みはと かの）が好意を見せはじめ、それ以来夏乃から猛烈なまでに好かれるようになり、他の少女たちも柾鷹との接点を持つようになった。

## 登場人物

### メインキャラクター
斉須 柾鷹（さいす まさたか）
本作の主人公。幼少時に本物の天使に出会ったことがきっかけで、人の善悪を見極める能力（ギフト）を授けられた。これにより、善意を持つ者の背中に白い羽が、悪意を持つ者の背中には黒い羽が生えているように見えるが、これらの基準は柾鷹の良識や常識とは関係がない。
美鳩 夏乃（みはと かの）
声 - 宙白青
誕生日 - 2月14日 / 血液型 - O型 / 身長 - 157cm / B87/W56/H82 / 2年生
キャラクターデザイン - ほんたにかなえ
柾鷹の幼馴染で、常に好意を抱いている。歴史ある良家のお嬢様だが、そのようなことを感じさせないほど明るく前向きな性格で、男女関係なく人気が高い。勉強は得意ではなく、中の下ほど。好きなことはマンガ読書。昔からトラブルに巻き込まれやすい体質だが、本人曰く｢守護天使様がついている｣らしく、いつも大事にならずに済んでいる。
朱鷺坂 七緒（ときさか ななお）
声 - くすはらゆい
誕生日 - 3月7日 / 血液型 - AB型 / 身長 - 159cm / B80/W58/H83 / 2年生
キャラクターデザイン - とらのすけ
夏乃の親友で、夏乃に昔褒めてもらったことから髪を伸ばし続けている。その一方で、 夏乃の幼馴染である柾鷹に対して警戒心をもっている。人を寄せ付けさせず、どこか冷めたところがあり、興味がないときはスマホを弄っている。好きなことはお菓子作り。実はかなりの方向音痴で、柾鷹と初めて出会った時も道に迷っていた。
アーデルハイト・フォン・ベルクシュトラーセ (Adelheid von Bergstrasse)
声 - 秋野花
誕生日 - 5月22日 / 血液型 - B型 / 身長 - 150cm / B75/W57/H79 / 1年生
キャラクターデザイン - 茉宮祈芹
中欧の国の公女である留学生。彼女の歌う讃美歌は、天使の美声と賞賛されているほどだが、普段はけだるげな態度をとっており、歩くのさえ面倒な時は、だらけた格好のまま柾鷹に運搬させている。好きなことは寝ること。普段から歩くのが非常に遅く、カタツムリとデットヒートを繰り広げているほど。
椿姫 こはね（つばき こはね）
声 - 大堂茉莉
誕生日 - 11月11日 / 血液型 - A型 / 身長 - 154cm / B92/W57/H80 / 3年生
キャラクターデザイン - 有末つかさ
柾鷹の一学年上の先輩。修道院育ちで、敬虔な信徒。容姿は普通だが、内面の美しさが天使とも聖母とも呼ばれている。人が良く、柾鷹に対しても親身になってくれる。自分を粗末にするような行為は、厳しくたしなめられてしまうため、頭が上がらない存在。モーセというモモンガを飼っている。好きなことは、旅行雑誌を眺めて、旅行に行った気になること。

### サブキャラクター
斉須 莉玖（さいす りく）
声 - 小鳥居夕花
誕生日 - 1月6日 / 身長 - 148cm / B73/W55/H78
キャラクターデザイン - ほんたにかなえ
柾鷹の妹。感情が薄く、冷たい人形のような印象がある。兄である柾鷹に対しても呼び捨てにし、命令口調で話す一方、とびっきりの甘えん坊でもある。兄の膝の上がお気に入りで、自分の好きなゲームや漫画を一緒に見るように要求してくる。来客があるといつのまにか姿を消し、意外な場所で見かけることも。
碧衣 愁（あおい すう）
声 - 四暮れい
誕生日 - 12月25日 / 血液型 - A型 / 身長 - 162cm / B89/W60/H85 / 職員
キャラクターデザイン - 茉宮祈芹
椿姫こはねの従姉であり、学園に常駐する教会職員。普段は学園内のチャーチで礼拝を仕切って説教したり、生徒の悩みを聞いて告解させることを仕事にしている。やさしいシスターとして親しみを持たれる一方で、学園で起こる問題を内々に処理する裏の顔も持ち合わせる。修道院育ちのためか男性に弱く、柾鷹に迫られるとダメと言えなくなってしまう。好きなものは編み物。

## 主題歌
オープニングテーマ『floral Summer』
作詞 - 川﨑海
作曲・編曲 - 八木沼悟志、川﨑海
歌 - fripSide
エンディングテーマ「Kissin'Me,Kissin'You」
作詞 - RUCCA
作曲・編曲 - 矢鴇つかさ（Arte Refact）
歌 - まめこ
グランドエンディングテーマ「Let there be light」
作詞 - 山下慎一狼
作曲・編曲 - 松本慎一郎
歌 - 中恵光城

## 発表会
制作スタッフが、今までに無い新しい形で作品を発表したいという考えから、クラウドファンディングを利用した発表会が開かれた
。クラウドファンディングは、ビジュアルアーツが運営しているOne's Futureを介して行われた。目標金額は100万円であったが、その3倍を超える370万円以上が集まった。発表会は2016年3月12日にキリストンカフェ東京で行われ、『フローラル・フローラブ』のキャラクタービジュアルや制作陣、主題歌、ムービーなどが公開された。出演者は司会に荻原秀樹とAyumi.、ゲストとしてSAGA PLANETSスタッフとシナリオを担当した籐太が出演した。

## 開発

### 広報活動
発表会の他にも、公式サイトなどで情報公開が行われている。2016年3月16日に公式サイトが公開され、後にホームページやブログ用の応援バナーやTwitter用の素材が配布された。また、YouTubeにて各キャラクター（美鳩 夏乃、朱鷺坂 七緒、アーデルハイト・フォン・ベルクシュトラーセ、椿姫 こはね、斉須 莉玖、碧衣 愁）のPVが公開された。2016年4月8日から、ゆずソフトの作品である『千恋*万花』との合同バナーキャンペーンが行われている。配布イベントも行っており、『モーセが行く！ 全国ダーツの旅』では、ニコニコ生放送中にスタッフがダーツを投げて、当たった都道府県を配布場所としてイベントを行った。

### スタッフ
- 原画 / ほんたにかなえ、とらのすけ、茉宮祈芹、有末つかさ
- SD原画 / 柚木ガオ
- シナリオ / 籐太、御厨みくり、龍岳来、砥石大樹
- BGM / 松本慎一郎 、Arte Refact、水月陵
- 主題歌 / fripSide
- オープニングムービー / yo-yu (feat.works)
- ディレクター / ふる
- 原案 / 籐太

## ラジオ
本作品のラジオ番組、『フローラル・フローラブ 聖ガブリエレ学園放送部』が2016年4月21日から8月25日まで音泉にて配信された。不定期木曜配信、全6回。パーソナリティはくすはらゆい（朱鷺坂七緒 役）と秋野花（アーデルハイト・フォン・ベルクシュトラーセ 役）。

## 売上
Vita版は2018年8月26日時点の累計販売数が1,744本、PS4版は881本である。